# Manni Laudenbach

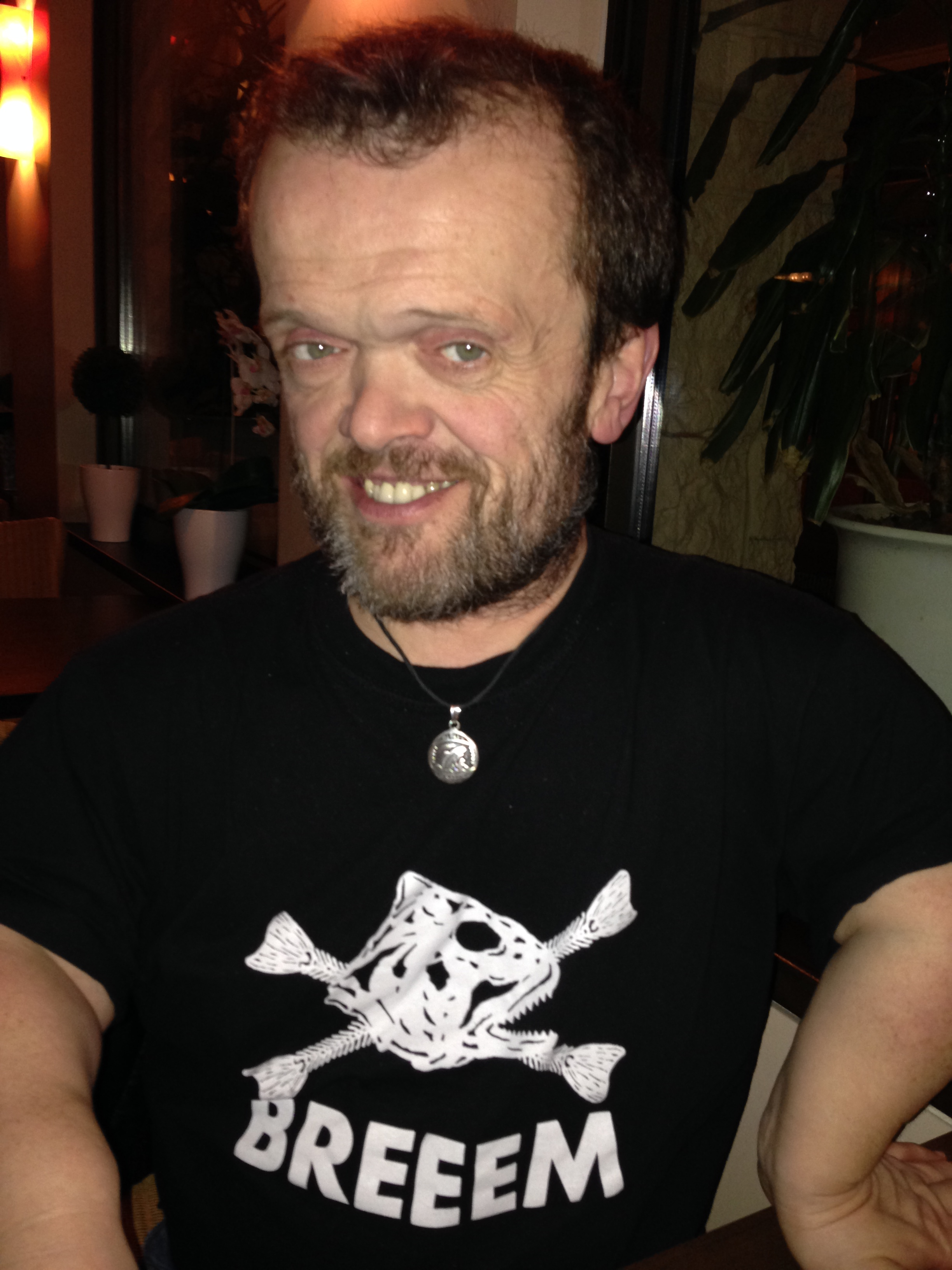
Manni Laudenbach

Manfred „Manni“ Laudenbach (* 3. August 1966 in Wildeshausen) ist ein deutscher Schauspieler und Musiker.

## Werdegang
Von 1992 bis 1994 nahm er Schauspielunterricht bei Helmut Thiele am Theater in Osnabrück.
Laudenbachs erste Filmrollen waren unter anderem in St. Pauli Nacht unter der Regie von Sönke Wortmann sowie im Kinofilm Rembrandt an der Seite von Klaus Maria Brandauer. Es folgten Auftritte in Serien und Musikvideos, darunter in Der Dicke und der Belgier mit Diether Krebs und Carry Goossens. Seit 2001 ist Laudenbach festes Mitglied der Theatergruppe Pschyrembel an der Bremer shakespeare company unter der Leitung von Rudolf Höhn. Hier steht er seit 2015 mit einem Stück von Franz Kafka Ein Bericht für eine Akademie auf der Bühne. Laudenbach verkörpert seit 2015 in der Fernsehsendung Neo Magazin Royale Scherzanwalt Dr. Christian Witz, eine Parodie auf den Medienanwalt Christian Schertz.
Auch spielte er mehrere Rollen in den Webvideos von Tedros Teclebrhan.
Laudenbach spielt seit seinem siebten Lebensjahr Schlagzeug. Heute tritt er mit einer Coverband auf. Die Band spielt Songs der 70er, 80er und 90er Jahre.
Laudenbach ist kleinwüchsig.

## Filmografie
- 1998 Der Dicke und der Belgier
- 1998 Weihnachtsmann vom Dach
- 1998 St. Pauli Nacht
- 1999 Rembrandt
- 2001 Harald Schmidt Show
- 2001 Poem
- 2004 Der große Franz
- 2005 Nimmermeer
- 2006 Schaustein
- 2006 Para-Comedy
- 2007 Titus und Alfonso
- 2008 Finnischer Tango
- 2008 SOKO Wismar
- 2008 Kesslers Kosmos
- 2008 Plötzlich Papa – Einspruch abgelehnt!
- 2008 Bundeskanzler Honecker
- 2009 Schneewittchen
- 2010 Hafencasino
- 2011 Ladykracher
- 2011 The Wrinkle
- 2011 Sixt Autovermieter Spot
- 2011 Kasimir und Karoline
- 2012 Die kleine Lady
- 2012 Fünf Freunde 2
- 2012 Gibsy
- 2013 BoxaGrippal
- 2013 Kommissar Badilka
- 2013 FAT FOR FUN
- 2014 Halbe Brüder
- 2014 The Girl King
- 2014 Unter Gaunern
- seit 2015 Neo Magazin Royale
- 2015 Game-of-Thrones-Trailer
- 2015 Prankenstein
- 2015 ABCs of Superheroes
- 2015 Halbe Brüder
- 2015 Paula
- 2016 Ketapan
- 2016 Prankenstein
- 2016 Burger King Spot
- 2023 Dave

## Theater
- 1998–1999 Die Meistersinger von Nürnberg, Theater Bremen, Regie: Ulrich Engelmann
- 2001–2002 So ein Theater, Bremer shakespeare company, Regie: Rudolf Höhn
- 2002–2003 Kasimir und Karoline, Theater Bremen, Regie: Andrej Woron
- 2004–2006 Heimatruh, Bremer shakespeare company, Regie: Rudolf Höhn
- 2005–2006 Criminal – Tango, Steptext Dance Projekt, Regie: Günter Grollitsch
- 2006–2010 Warten auf Godot, Bremer shakespeare company, Regie: Thomas Weber-Schallauer
- 2011 Woyzeck, VBW-Wien, Regie: Stephanie Mohr
- 2013 Warten auf Godot, Bremer shakespeare company, Regie: Thomas Weber-Schallauer
- 2013 Der fliegende Holländer, Staatsoper Stuttgart, Regie: Calixto Bieito
- 2015–2016 Ein Bericht für eine Akademie,  Bremer shakespeare company, Regie: Rudolf Höhn
- 2019 Tannhäuser und der Sängerkrieg auf Wartburg, Bayreuther Festspiele, Regie: Tobias Kratzer

## Auszeichnungen
- 2007: „Nimmermer“ – Student Academy Awards